# Santa Ana la Real
Santa Ana la Real es un municipio y localidad española de la provincia de Huelva, en la comunidad autónoma de Andalucía. Cuenta con una población de 472 habitantes (INE 2024). Se encuentra situada a una altitud de 631 m s. n. m. y a 101 kilómetros de la capital de provincia, Huelva. El término municipal de Santa Ana la Real engloba también a las aldeas de La Corte, La Presa y La Fuente del Oro.

## Geografía
Integrado en la comarca de Sierra de Huelva, se sitúa a 95 kilómetros de la capital provincial. El término municipal está atravesado por la carretera nacional N-435, entre los pK 138 y 145, y por carreteras locales que permiten la comunicación con Alájar y Almonaster la Real. 
| Noroeste: Almonaster la Real | Norte: Jabugo           | Nordeste: Castaño del Robledo |
| Oeste: Almonaster la Real    |                         | Este: Alájar                  |
| Suroeste: Almonaster la Real | Sur: Almonaster la Real | Sureste: Almonaster la Real   |

El relieve del municipio es montañoso, formando parte de Sierra Morena y del Parque Natural de la Sierra de Aracena y Picos de Aroche. Son numerosos los arroyos y barrancos, destacando la Rivera de Santa Ana, que hace de límite por el este con Alájar. La altitud oscila entre los 832 metros al norte, en el límite con Jabugo y Castaño del Robledo, y los 340 metros al sur, en la rivera de Santa Ana. El pueblo se alza a 641 metros sobre el nivel del mar. 

## Demografía
Santa Ana la Real cuenta con una población de 472 habitantes (INE 2024).
| Gráfica de evolución demográfica de Santa Ana la Real entre 1842 y 2021                                             |
| |
| Población de derecho según los censos de población del INE Población de hecho según los censos de población del INE |

## Economía

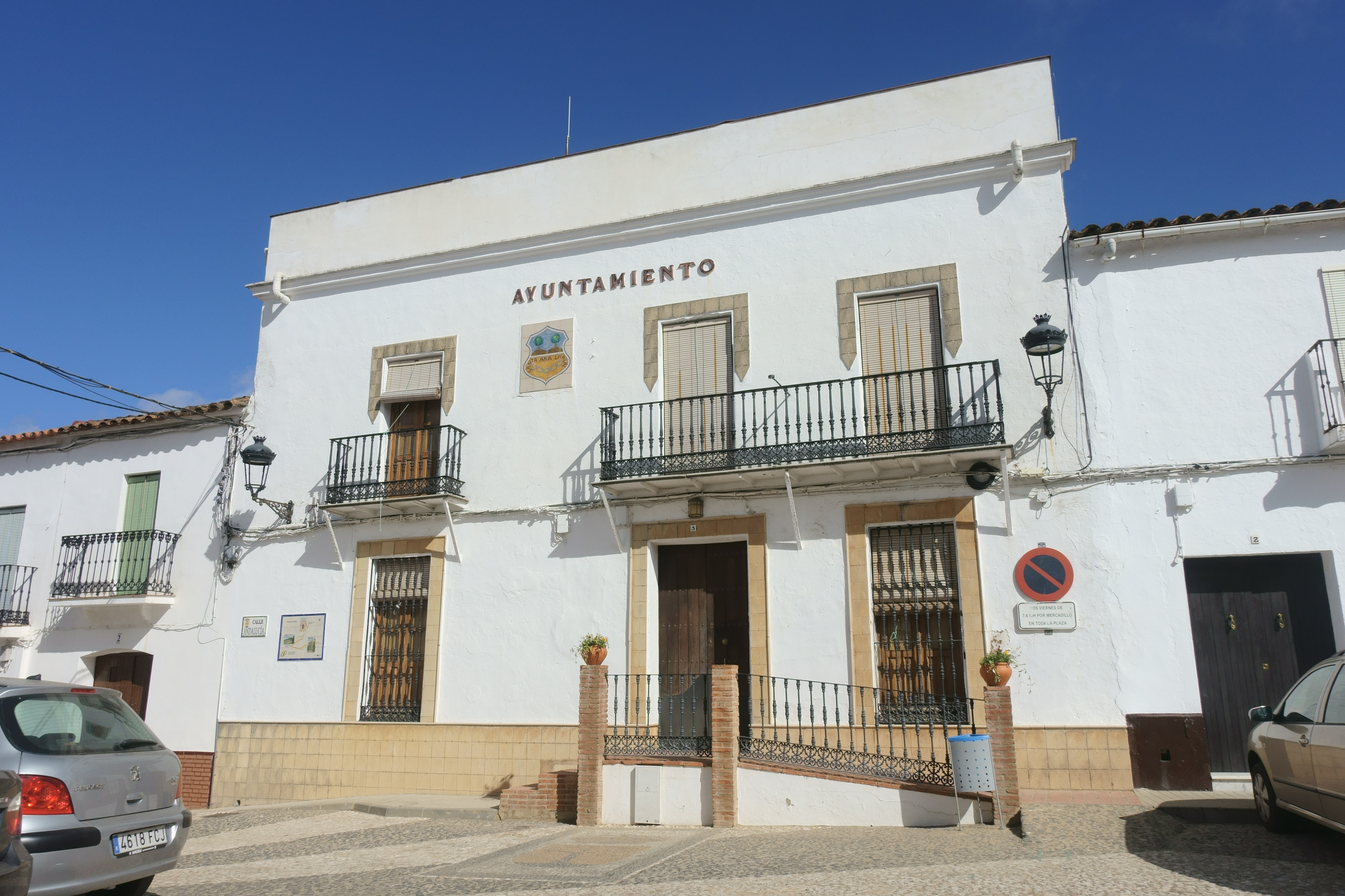
Casa consistorial

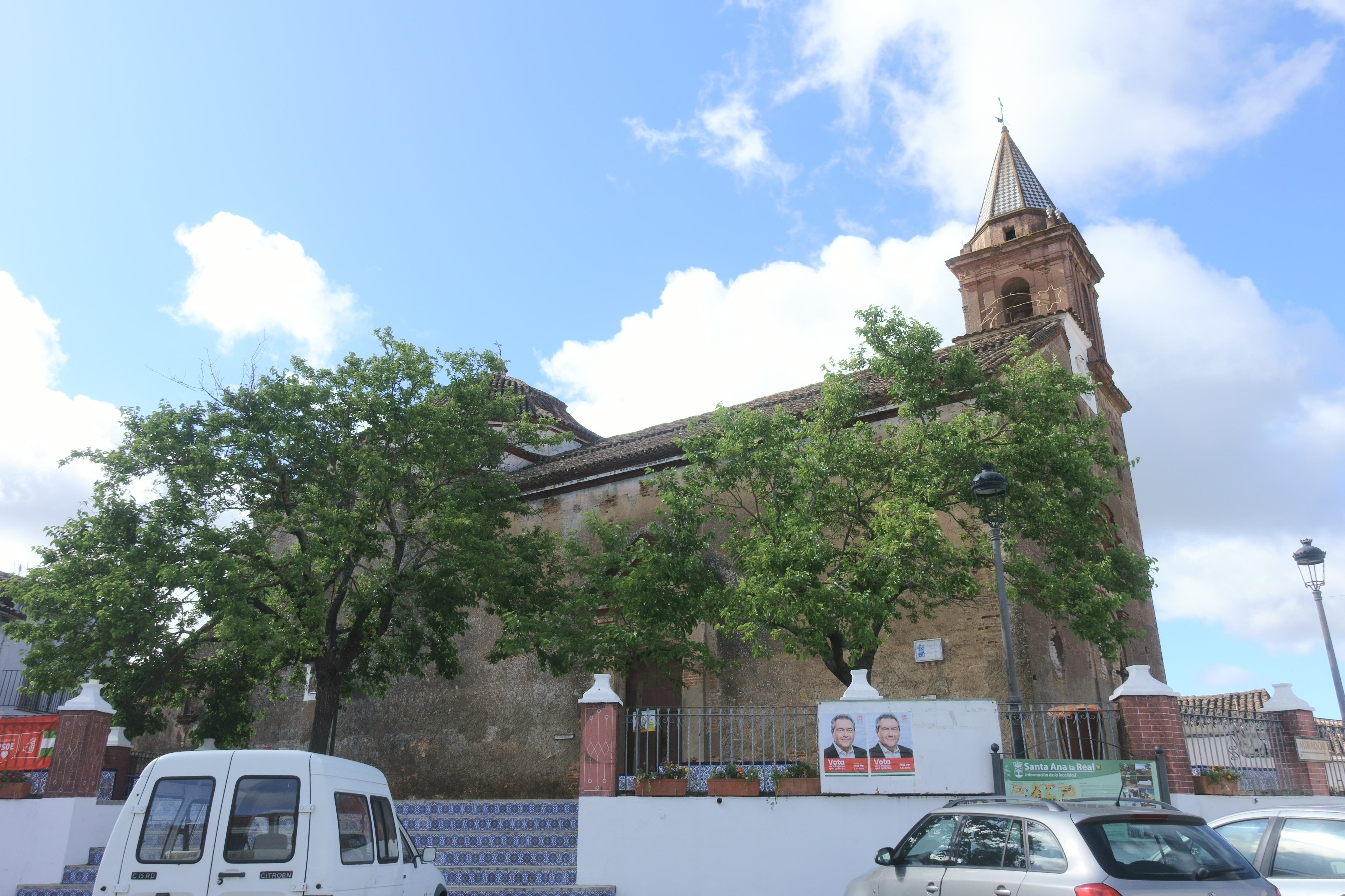
Iglesia de Santa Ana

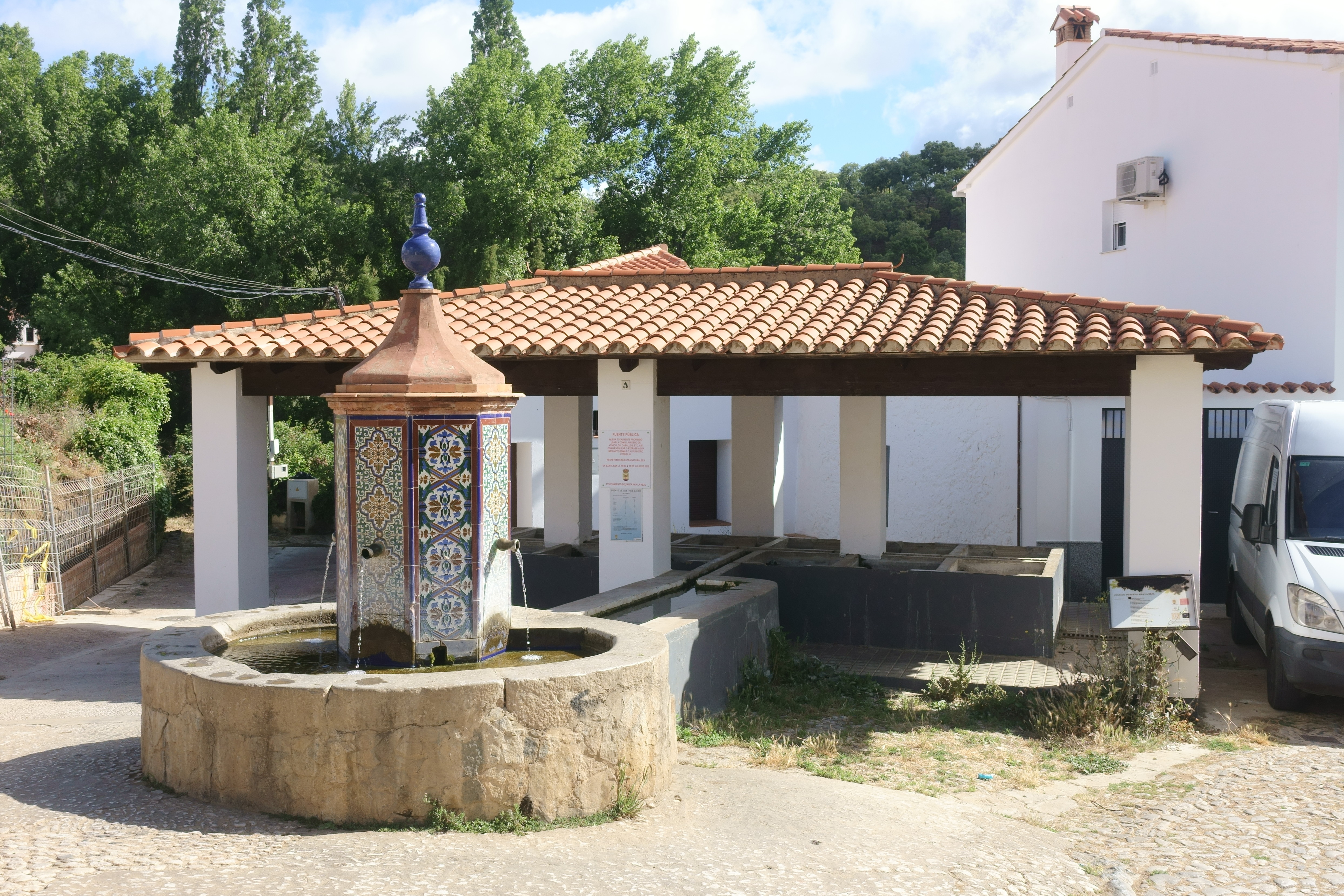
Fuente de los Tres Caños y lavadero

### Evolución de la deuda viva municipal
| Gráfica de evolución de Deuda viva del Ayuntamiento de Santa Ana la Real entre 2008 y 2021                                |
| |
| Deuda viva del Ayuntamiento de Santa Ana la Real en miles de Euros según datos del Ministerio de Hacienda y Ad. Públicas. |

## Fiestas
Día de los Quintos
Se celebra un guiso popular y un baile en la noche del 1 de enero. En las noches previas los quintos celebran con canciones populares. 
Corpus Christi 
En esta fiesta los propios vecinos decoran las calles del pueblo con ramas de chopo y castaños y elaboran los denominados dosés. Por la mañana, se celebra la procesión del Santo Sagrario y de Nuestra Señora Santa Ana, con representaciones del resto de hermandades del pueblo. En la tarde se celebra la postula.
Otra fiesta tradicional es la que se realiza el día de Tosantos, en que por el día los niños reparten regalitos montado en un burro. Por la noche se hacen migas que se reparten entre los presentes. Se toman con sardinas y mosto. Se preparan de día y se hacen varios fuegos en la plaza de la iglesia para hacer la comida.